# Абба, Кристофер Шаман
Кристофер Шаман Абба (Christopher Shaman Abba, 20 декабря 1935 года, Колониальная Нигерия — 10 января 2010 год, Йола, Нигерия) — католический прелат, епископ Минны с 17 сентября 1973 года по 5 июля 1996 год, епископ Йолы с 5 июля 1996 года по 10 января 2010 год.

## Биография
16 декабря 1966 года Кристофер Шаман Абба был рукоположён в священника. В 1972 году окончил образование в семинарии Пресвятой Девы Марии и Балтиморском университете, получив научную степень доктора богословия.
17 сентября 1973 года Римский папа Павел VI назначил Кристофера Шамана Аббу епископом Минны. 30 декабря 1973 года состоялось рукоположение Кристофера Шамана Аббы в епископа, которое совершил вспомогательный архиепископ архиепархии Кадуны и титулярным архиепископом Велебусдуса Петер Ярийок Джатау в сослужении с епископом Локоджи Алексисом Обабу Макози и титулярным епископом Абтуньи Феликсом Алабой Адеосином Джобом.
5 июля 1996 года папа римский Иоанн Павел II назначил Кристофера Шамана Аббу епископом Йолы.
10 января 2010 года скончался в городе Йола.